# Сарсенов, Самат Амангелдыевич
Сама́т Амангелды́евич Сарсе́нов (каз. Самат Амангелдіұлы Сәрсенов; род. 19 августа 1996, Новотроицк, Оренбургская область) — российский и казахстанский футболист, нападающий вологодского «Динамо».

## Клубная карьера
Родился в Новотроицке.
В 2003 году начал заниматься футболом в ДЮСШ «Носта». 
26 июля 2013 года в матче первенства ПФЛ против «Октана» дебютировал в профессиональном футболе за основную команду «Носты».
Летом 2014 года перешёл в молодёжную команду «Оренбурга». После выхода клуба в РФПЛ стал выступать в молодёжном первенстве.
27 марта 2017 года подписал трёхлетний контракт с клубом «Кайрат». В сезоне 2017 с фарм-клубом «Кайрат А» стал бронзовым призёром Первой лиги.
23 мая 2018 года дебютировал за основной состав «Кайрата», выйдя на замену в матче Кубка Казахстана против клуба «Ордабасы». 21 октября 2018 года сыграл дебютный матч в чемпионате Казахстана против «Тобола».
Всего в составе «Кайрата» стал двукратным серебряным призёром чемпионата Казахстана и обладателем Кубка Казахстана 2017 и 2018.
24 июля 2019 года на правах аренды перешёл в «Тараз». По итогам сезона 2019 с клубом занял 10-е место и победил в стыковых матчах «Акжайык». 
7 февраля 2020 года пополнил состав латвийского клуба «Валмиера». 15 июня 2020 года дебютировал в чемпионате Латвии, выйдя на замену в матче против «Риги».
1 сентября 2020 года присоединился к юрмальскому «Спартаку».
26 марта 2021 года перешёл в «Окжетпес». В сезоне 2022 с командой стал победителем Первой лиги.
25 февраля 2024 года подписал контракт с клубом «Каспий».
30 августа 2024 года перешёл в вологодское «Динамо».

## Карьера в сборной
В период с октября 2017 года по февраль 2018 года провёл 2 игры за сборную Казахстана (до 21 года) в рамках квалификации на Чемпионат Европы 2019.

## Семья
- Сарсенов, Марат Амангелдыевич — старший брат, футболист и тренер[21].

## Статистика выступлений
| Выступление      | Выступление       | Выступление      | Лига | Лига | Кубки | Кубки | Еврокубки | Еврокубки | Стыковые матчи | Стыковые матчи | Итого | Итого |
| Клуб             | Лига              | Сезон            | Игры | Голы | Игры  | Голы  | Игры      | Голы      | Игры           | Голы           | Игры  | Голы  |
| ---------------- | ----------------- | ---------------- | ---- | ---- | ----- | ----- | --------- | --------- | -------------- | -------------- | ----- | ----- |
| Носта            | ПФЛ               | 2013/14          | 7    | 0    | 0     | 0     | —         | —         | —              | —              | 7     | 0     |
| Носта            | Итого             | Итого            | 7    | 0    | 0     | 0     | —         | —         | —              | —              | 7     | 0     |
| Кайрат           | КПЛ               | 2018             | 5    | 0    | 3     | 0     | 0         | 0         | —              | —              | 8     | 0     |
| Кайрат           | КПЛ               | 2019             | 5    | 0    | 2     | 1     | 0         | 0         | —              | —              | 7     | 1     |
| Кайрат           | Итого             | Итого            | 10   | 0    | 5     | 1     | 0         | 0         | —              | —              | 15    | 1     |
| → Кайрат-Жастар  | Первая лига       | 2017             | 15   | 1    | —     | —     | —         | —         | —              | —              | 15    | 1     |
| → Кайрат-Жастар  | Первая лига       | 2018             | 28   | 10   | —     | —     | —         | —         | —              | —              | 28    | 10    |
| → Кайрат-Жастар  | Первая лига       | 2019             | 5    | 3    | —     | —     | —         | —         | —              | —              | 5     | 3     |
| → Кайрат-Жастар  | Итого             | Итого            | 48   | 14   | —     | —     | —         | —         | —              | —              | 48    | 14    |
| → Тараз          | КПЛ               | 2019             | 11   | 0    | 0     | 0     | —         | —         | 2              | 1              | 13    | 1     |
| → Тараз          | Итого             | Итого            | 11   | 0    | 0     | 0     | —         | —         | 2              | 1              | 13    | 1     |
| Валмиера         | Высшая лига       | 2020             | 9    | 2    | 0     | 0     | —         | —         | —              | —              | 9     | 2     |
| Валмиера         | Итого             | Итого            | 9    | 2    | 0     | 0     | —         | —         | —              | —              | 9     | 2     |
| Спартак (Юрмала) | Высшая лига       | 2020             | 6    | 1    | 1     | 0     | —         | —         | —              | —              | 7     | 1     |
| Спартак (Юрмала) | Итого             | Итого            | 6    | 1    | 1     | 0     | —         | —         | —              | —              | 7     | 1     |
| Окжетпес         | Первая лига       | 2021             | 17   | 3    | 2     | 0     | —         | —         | —              | —              | 19    | 3     |
| Окжетпес         | Первая лига       | 2022             | 18   | 7    | 1     | 0     | —         | —         | —              | —              | 19    | 7     |
| Окжетпес         | КПЛ               | 2023             | 13   | 1    | 2     | 0     | —         | —         | —              | —              | 15    | 1     |
| Окжетпес         | Итого             | Итого            | 48   | 11   | 5     | 0     | —         | —         | —              | —              | 53    | 11    |
| Каспий           | Первая лига       | 2024             | 8    | 3    | 1     | 0     | —         | —         | —              | —              | 9     | 3     |
| Каспий           | Итого             | Итого            | 8    | 3    | 1     | 0     | —         | —         | —              | —              | 9     | 3     |
| Динамо (Вологда) | Вторая лига («Б») | 2024             | 9    | 4    | 0     | 0     | —         | —         | —              | —              | 9     | 4     |
| Динамо (Вологда) | Вторая лига («Б») | 2025             | 18   | 3    | 0     | 0     | —         | —         | —              | —              | 18    | 3     |
| Динамо (Вологда) | Итого             | Итого            | 27   | 7    | 0     | 0     | —         | —         | —              | —              | 27    | 7     |
| Всего за карьеру | Всего за карьеру  | Всего за карьеру | 174  | 38   | 12    | 1     | 0         | 0         | 2              | 1              | 188   | 40    |

## Достижения
«Оренбург»
- Победитель ФНЛ: 2015/16
- Итого : 1 трофей

«Кайрат»
- Серебряный призёр чемпионата Казахстана (2): 2017, 2018
- Обладатель Кубка Казахстана (2): 2017, 2018
- Финалист Суперкубка Казахстана (2): 2018, 2019
- Итого : 4 трофея

«Кайрат А»
- Бронзовый призёр Первой лиги: 2017

«Окжетпес»
- Победитель Первой лиги: 2022
- Итого : 1 трофей